# المدرسة الخاتونية (القدس)
المدرسة الخاتونية، مدرسة قديمة في القدس تحولت فيما بعد إلى ضريح. تقع بالقرب من الساحة الغربية المسجد الأقصى (الحرم الشريف). بنيت بين عامي 1354 و1380.
وهي إحدى ثلاث مدارس في القدس وهبتها امرأة، إلى جانب مدرستيّ هي المدرسة العثمانية والبارودية.

## التاريخ
سميت المدرسة نسبةً لواقِفتها "أغل خاتون" بنت شمس الدين القازانية البغدادية، وكان إنشاؤها في 5 ربيع الثاني 755 هجريّة الموافق ل29 أبريل 1354 ميلادية. ووقفت عليها مزرعة ظهر الجمل. واكملت عمارتها ووقفت عليها أصفهان شاه بنت الأمير قازان شاه سنة 782 هجرية/1380 ميلادية.

## الوصف
يتكون المبنى من طابقين. يقع الطابق العلوي بجانب مجمع الحرم ويضم إيوانين وحجرة ضريح وقاعة تجميع. أما الطابق السفلي فهو أدنى من مستوى الحرم ويحتوي على زنازين حول الفناء. يحتوي الفناء على رأس بئر، مما يتيح الوصول إلى صهريج أسفله.
بالإضافة إلى قبر أغل خاتون، يضم الضريح قبور عدد من الشخصيات البارزة:
- محمد علي جوهر (محمد علي الهندي) مؤسس رابطة مسلمي عموم الهند.
- بعض أفراد عائلة الحسيني:
  - موسى الحسيني، قيادي في المؤتمر العربي الفلسطيني.
  - عبد القادر الحسيني ـ قيادي انتفاضة.
  - فيصل الحسيني رجل دولة.
  - أحمد حلمي باشا[6] جندي وخبير اقتصادي وسياسي
- عبد الحميد شومان مؤسس البنك العربي.

## الموقع
تقعُ المدرسة الخاتونية في الرواق الغربي للمسجد الأقصى بين باب الحديد وباب القطانين.